# Pietro Caucchioli
Pietro Caucchioli (* 28. August 1975 in Bovolone, Italien) ist ein ehemaliger italienischer Radrennfahrer.

## Sportliche Karriere
Caucchioli wurde 1999 Profi. An seinen ersten Rennen nahm er für das Amica Chips-Team teil, das er bereits nach einem Jahr wieder verließ. Von 2001 bis 2004 fuhr er für die Alessio-Mannschaft und trat erstmals bei der Tour de France an. In dieser Zeit erzielte er mit zwei Etappensiegen beim Giro d’Italia 2001 und dem dritten Gesamtrang 2002 seine größten Erfolge. 2005 wechselte er zu Crédit Agricole, für die er zu seiner zweiten Tour de France startete.

### Doping
Am 17. Juni 2009 gab die UCI bekannt, dass gegen Pietro Caucchioli und vier weitere Fahrer aufgrund von Auffälligkeiten in ihren Blutprofilen Dopingverfahren eingeleitet wurden. Die Unregelmäßigkeiten konnten aufgrund des 2008 eingeführten Biologischen Passes festgestellt werden.
Einen Tag später, am 18. Juni 2009, wurde Caucchioli von seinem Team Lampre suspendiert. Im Juni 2010 wurde er vom Nationalen Olympischen Komitee Italiens (CONI) wegen Dopings für zwei Jahre gesperrt. Die Sperre wurde im März 2011 vom Internationalen Sportgerichtshof CAS bestätigt.

## Erfolge
2000
eine Etappe Giro della Provincia di Lucca
2001
zwei Etappen Giro d’Italia
2002
Dritter Platz Giro d’Italia
eine Etappe Aragon-Rundfahrt
2003
eine Etappe Giro della Provincia di Lucca
2006
eine Etappe (Mannschaftszeitfahren) Mittelmeer-Rundfahrt

## Teams
- 1999 Amica Chips-Costa de Almeria
- 2000 Amica Chips-Tacconi Sport
- 2001–2003 Alessio
- 2004 Alessio-Bianchi
- 2005–2008 Crédit Agricole
- 2009 Lampre-Fondital